# Nicolas Christophe Radziwill (1515-1565)
Nicolas Christophe Radziwill, en polonais Mikołaj Krzysztof Radziwiłł (armoiries Trąby (en)), dit « le Noir » en raison de la couleur de ses cheveux, né le 4 février 1515 à Nieśwież et mort le 28 mai 1565 à Vilnius, est un noble du grand-duché de Lituanie qui a exercé les fonctions de voïvode de Vilnius, de grand chancelier de Lituanie et de grand hetman de Lituanie. Il est considéré comme le fondateur de la puissance de la maison Radziwill.
Grande figure de la Réforme en Pologne et Lituanie, il soutient d'abord le courant calviniste, puis celui de la petite Église polonaise. La première Bible en polonais dite « Bible de Brest » est publiée à son initiative et à ses frais en 1563. 

## Biographie
Nicolas Christophe Radziwill est le fils de Jean (1474-1522) et d'Anna Kiszka.
Il forme une alliance avec son cousin Nicolas Radziwill « le Rouge » pour garantir la souveraineté de la Lituanie contre l'hégémonie de la Pologne et l'influence de l'aristocratie polonaise. Il meurt quelques années avant l'unification réalisée en 1569 par le traité d'union de Lublin, qui crée la république des Deux Nations.
Il se signale en 1557 lors d'un combat contre l'ordre Teutonique[réf. nécessaire].
Malgré sa défiance envers la Pologne, Nicolas Christophe Radziwill est un des principaux conseillers du roi de Pologne et grand-duc de Lituanie Sigismond II Auguste au début de la guerre de Livonie (1558-1583). 
Il est l'artisan de la réussite des négociations entre le grand-duché de Lituanie et le grand maître de l'ordre de Livonie, qui conduisent à la sécularisation des terres de l'ordre et à l'union de la Livonie avec le grand-duché par le traité de Vilnius (1561).
En 1563, il finance la première traduction de la Bible en polonais. Il participe à la Réforme protestante, soutient la cause des calvinistes et se convertit personnellement. En revanche, sauf une de ses filles, ses enfants seront de fervents catholiques et participeront à la Contre-Réforme.

## Mariage et descendance
Il épouse Elżbieta Szydłowiecka (en) qui lui donnera huit enfants:
- Nicolas Christophe  (1549–1616), maréchal de la cour de Lituanie (1569), grand maréchal de Lituanie (1579), castellan de Trakai, voïvode de Trakai et de Vilnius.
- Elżbieta
- Zofia Agnieszka
- Anna Magdalena
- Jerzy (1556-1600), évêque de Vilnius puis de Cracovie.
- Albert (1558–1592), ordynat d'Olyka, Niasvij et Kletsk, grand maréchal de Lituanie.
- Stanislas (1492–1542), dit « le Pieux », staroste de Samogitie, grand maréchal de Lituanie, 1er ordynat d'Ołyka.
- Krystyna (pl) (1560-1580), épouse de Jan Zamoyski, grand chancelier et grand hetman de Pologne